# Ruben Fleischer
Pour les articles homonymes, voir Fleischer.
Ruben Fleischer, né le 31 octobre 1974 à Washington, est un réalisateur et producteur américain.

## Biographie
Ruben Fleischer est né à Washington, D.C., aux États-Unis. Après avoir obtenu son diplôme de l'Université Wesleyan, il a déménagé à San Francisco. Là, il travaille comme indépendant en tant que programmeur HTML. Plus tard, il tourne des publicités et des vidéoclips. En 2009, il réalise son premier long métrage, Bienvenue à Zombieland, qui est un succès au box-office et reçoit des critiques positives de la part des critiques. Son deuxième film, 30 minutes maximum, est sorti en 2011.
Le prochain film de Ruben était le drame policier Gangster Squad, qui a été créé en 2013.
En 2018, il sort son nouveau film, Venom. L'année suivante, dix ans après Bienvenue à Zombieland, il réalise la suite, Retour à Zombieland. En 2022, il sort Uncharted.
Il est installé à Los Angeles.

## Filmographie
Sauf indication contraire, les informations mentionnées dans cette section peuvent être confirmées par la base de données cinématographiques IMDb,  présente dans la section « Liens externes ».

### Réalisateur

#### Cinéma

##### Courts métrages
- 2001 : The Girls Guitar Club
- 2008 : Lincoln Navigator
- 2010 : 10 Minutes

##### Longs métrages
- 2009 : Bienvenue à Zombieland (Zombieland)
- 2011 : 30 Minutes maximum (30 Minutes or Less)
- 2012 : Gangster Squad (Gangster Squad)
- 2018 : Venom
- 2019 : Retour à Zombieland (Zombieland: Double Tap)
- 2022 : Uncharted
- 2025 : Insaisissables 3 (Now You See Me : Now you don't)

#### Télévision
- 2003 : Jimmy Kimmel Live! (émission de divertissement)
- 2007 : The Right Now! Show (téléfilm)
- 2008 : Between Two Ferns with Zach Galifianakis (en) (talk-show humoristique)
- 2010 : Funny or Die Presents… (série télévisée)
- 2017 : Santa Clarita Diet (série télévisée), deux épisodes

#### Clips
- 2003 : Fix Up, Look Sharp de Dizzee Rascal
- 2003 : Dance Commander d'Electric Six
- 2004 : Galang de M.I.A.
- 2007 : Pro Nails de Kid Sister feat. Kanye West

#### Vidéos
- 2005 : Gumball 3000: 6 Days in May (documentaire sur le raid Gumball 3000)
- 2007 : Masturbation (sketch de Nick Thune)
- 2014 : A Way In (court métrage pour Vogue)[7]
- 2014 : Sarah Silverman Closes the Wage Gap (sketch de Sarah Silverman)

### Scénariste / créateur
- 2006 : Rob et Big (Rob & Big) (émission de télé-réalité) - créateur
- 2009-2010 : Fantasy Factory (série télévisée) - créateur
- 2014 : A Way In (court métrage pour Vogue) de lui-même[7] - scénariste

### Producteur / producteur délégué
- 2006 : Rob et Big (Rob & Big) (émission de télé-réalité)
- 2009-2010 : Fantasy Factory (série télévisée)
- 2015-2018 : Superstore (série télévisée)
- 2017 : Santa Clarita Diet - producteur exécutif
- 2017-2018 : De celles qui osent (The Bold Type)
- 2018 : La Mule (The Mule) de Clint Eastwood
- 2021 : Venom: Let There Be Carnage d'Andy Serkis

### Autres
- 2000 : Chuck & Buck (en) de Miguel Arteta - assistant réalisateur
- 2002 : The Good Girl de Miguel Arteta - assistant réalisateur et superviseur de la second équipe
- 2006 : Dog Bites Man (émission de divertissement) - créateur du générique
- 2006 : Borat de Larry Charles - making of
- 2008 : Parachute (court métrage) de Lucas Fleischer et Paul Grellong - photographe de plateau
- 2009-2010 : Fantasy Factory (série télévisée) - consultant
- 2014 : A Way In (court métrage pour Vogue) de lui-même[7] - acteur dans son propre rôle